# 巨輸尿管症
巨輸尿管症(Megaureter)是一種输尿管異常擴張之醫學異常症狀。先天性(Congenital disorder)巨輸尿管症是一種罕見的病症，常見於男性中、不過男女性都可能會出現，並且通常與其它先天性的異常疾病有所關聯。病因被認為是遠端輸尿管的蠕動停止(aperistalsis)，導致輸尿管擴張所致。

## 病徵機制
功能性梗阻在輸尿管的下端導致漸進性輸尿管擴張及產生易感染的傾向。輸尿管管口顯出正常且导尿管通過容易。
明確的外科手術治療涉及改造該受影響的輸尿管下端，使得輸尿管通道再植入膀胱可以做到防止回流的功能。